# 대산농촌재단
- 대산농촌재단은 교보생명 창립자 대산 신용호 선생의 뜻을 받들어 농촌사회 복리증진 도모를 목적으로 1991년 10월 25일 설립된 우리나라 최초의 농업⋅농촌 지원 공익재단이다.
- 대산농촌재단은 농업 분야 최고 권위의 대산농촌상 시상을 비롯하여 우리 농민의 역량과 농업의 경쟁력을 키우는 대산농업연수, 농업계 미래 핵심인재를 키우는 차세대 농업인재 양성 사업, 농민이 주도하는 농업연구 지원 사업을 시행하며, 농업의 가치를 드높이고 공감하는 가족사랑 농촌체험, 청촌맛여행, 대지의 밥상  등 다양한 공익사업을 펼쳐 농촌과 도시가 함께 행복한 지속 가능한 사회를 이끄는 데 이바지하고 있다. 또한 계간 《대산농촌》을 발간하여 농업·농촌 이슈를 깊이 있게 조명하고, 지속 가능한 농업·농촌의 방향을 제시하고 있다.
- 2015년 1월 1일, 재단 명칭을 대산농촌문화재단에서 대산농촌재단으로 변경했다.
- 사무실은 서울특별시 동대문구 왕산로 10, 9층 (신설동)에 있다.